# Hugues Duboscq
Hugues Duboscq (Saint-Lô, 29 agosto 1981) è un ex nuotatore francese.
Specializzato nella rana, ha vinto la medaglia di bronzo nei 100 m rana alle Olimpiadi di Atene 2004 e di Pechino 2008.

## Palmarès
- Olimpiadi

Atene 2004: bronzo nei 100 m rana.
Pechino 2008: bronzo nei 100 m rana e nei 200 m rana.
- Mondiali

Montreal 2005: bronzo nei 100 m rana.
Roma 2009: argento nei 100 m rana.
- Europei

Berlino 2002: argento nella 4 × 100 m misti e bronzo nei 100 m rana.
Madrid 2004: argento nei 50 m rana, nei 100 m rana e nella 4 × 100 m misti.
Eindhoven 2008: argento nei 100 m rana e bronzo nei 200 m rana.
Budapest 2010: oro nella 4 × 100 m misti, argento nei 100 m rana e bronzo nei 200 m rana.
- Europei in vasca corta

Riesa 2002: argento nei 100 m rana.
Fiume 2008: oro nei 200 m rana e argento nei 100 m rana.
Istanbul 2009: bronzo nella 4 × 50 m misti.
- Giochi del Mediterraneo

Tunisi 2001: argento nei 100 m rana e bronzo nella 4 × 100 m misti.
Almerìa 2005: oro nei 100 m rana e nei 200 m rana.